# Макаренко, Евгений Александрович
Евге́ний Алекса́ндрович Мака́ренко (укр. Евгеній Олександрович Макаренко; род. 21 мая 1991[…], Киев) — украинский футболист, полузащитник.

## Биография
Коренной киевлянин Макаренко футболом начинал заниматься в динамовской ДЮФШ на Нивках. Пройдя отбор в футбольную школу, в течение года занимался с ребятами старшего возраста, так как группа 1991 года ещё не была сформирована. Первыми наставниками Макаренко стали Леонидов и Островский. В детских командах играл на разных позициях, чаще на левом фланге полузащиты или нападения. С переходом в динамовскую футбольную академию, окончательно определилась и позиция на которой играл Макаренко. Обладая неплохой техникой, умением быстро оценивать игровую ситуацию и владея точным пасом, стал играть на месте центрального полузащитника. Пройдя все ступени подготовки детско-юношеского футбола киевского «Динамо», в июле 2010 года перешёл во вторую динамовскую команду, выступавшую в Первой лиге Украины. Дебютировал в профессиональном футболе 18 июля 2010 года в домашнем поединке против команды «Энергетик» (Бурштын), а 10 ноября 2010 года отличился и своим первым голом за «Динамо-2», забив в ворота ивано-франковского «Прикарпатья». Всего в сезоне 2010/11 провёл 33 поединка, в начале чаще выходя на замену. С приходом на должность главного тренера Андрея Гусина, постепенно завоевал место в стартовом составе «Динамо-2», став ключевым игроком команды. Игра молодого, универсального полузащитника не осталась незамеченной тренерами первой команды и зимой 2012 года тренировавший «Динамо» Юрий Сёмин взял Макаренко на тренировочный сбор в испанскую Марбелью, где готовился ко второму кругу чемпионата основной состав. С основой команды провёл Макаренко один контрольный поединок, ещё один товарищеский матч, с разрешения тренеров, сыграл за испытывавшую кадровый дефицит испанскую «Марбелью». Вернувшись со сборов, второй круг чемпионата провёл снова во второй команде.
В июле 2012 года, перед началом нового чемпионата, Макаренко снова был вызван в первую команду, с которой провёл десятидневный тренировочный сбор в Австрии. Но закрепиться в основном составе динамовцев молодому игроку было сложно. По возвращении со сборов принял предложение вернувшейся в премьер-лигу «Говерлы», подписав с ужгородским клубом арендное соглашение до конца июня 2013 года. Дебютировал в премьер-лиге 14 июля 2012 года в гостевом матче с «Черноморцем» (2:3). В матче третьего тура «Динамо» Киев — «Говерла», выйдя на замену во втором тайме, впервые отыграл против своего родного клуба. Постепенно завоевал место в стартовом составе ужгородского клуба, став одним из лидеров коллектива, был избран вице-капитаном, а в ряде поединков выводил команду на поле и с капитанской повязкой. В поединке 24 тура чемпионата Украины «Говерла» — «Металлург» (Запорожье) красивым дальним ударом забил свой дебютный гол в премьер-лиге.
После окончания арендного соглашения вернулся в расположение киевского «Динамо». В июне 2013 года вместе с основным составом команды отправился на учебно-тренировочный сбор в Австрию. Пройдя полную подготовку к сезону с основным составом динамовцев, был заявлен за команду. Официальный дебют за основной состав киевского «Динамо» состоялся 18 августа 2013 года в матче 5 тура чемпионата Украины против симферопольской «Таврии», а 22 сентября, в поединке против «Карпат», Макаренко впервые вышел в стартовом составе динамовцев, отыграв полный матч, действуя на позиции левого защитника. С этого поединка и до завершения сезона неизменно выходил на поле в стартовом составе, прочно заняв позицию на левом фланге обороны киевского клуба. 24 апреля 2014 года в матче «Черноморец» — «Динамо» Макаренко отличился и своим первым голом за динамовцев в премьер-лиге, на 89 минуте поразив ворота Дмитрия Безотосного. Забитый Макаренко мяч был признан голом тура по версии программы «Про футбол». В гостевом поединке против «Ильичёвца», состоявшемся 11 мая, Макаренко впервые в своей профессиональной карьере был удалён с поля — на 14 минуте матча заработав красную карточку за фол последней надежды. Через три дня защитник принял участие в финале Кубка Украины, в котором динамовцы обыграли донецкий «Шахтёр», а сам Макаренко стал обладателем своего первого серьёзного трофея. В январе 2017 года не захотел продлевать контракт с «Динамо» и покинул клуб.

### Игры в еврокубках
В еврокубковых турнирах дебютировал 24 октября 2013 года, отыграв полный матч группового этапа Лиги Европы «Динамо» — «Тун».

### В национальной сборной Украины
Впервые в футболке молодежной сборной Украины Макаренко, представлявший вторую команду динамовцев Киева, вышел на поле в гостевом поединке молодёжных сборных Израиля и Украины, состоявшемся 29 февраля 2012 года.
В составе национальной сборной Украины дебютировал 5 марта 2014 года, на 80-й минуте заменив Вячеслава Шевчука, в товарищеском матче против сборной США, состоявшемся на Кипре. По окончании чемпионата Украины 2013/14 вновь получил вызов от тренера национальной команды Михаила Фоменко на товарищеский поединок против сборной Нигера, проходившего в Киеве, в котором впервые вышел на поле родного динамовского стадиона в составе национальной команды.
1 июня 2021 года был включен в официальную заявку сборной Украины главным тренером Андреем Шевченко для участия в матчах чемпионата Европы 2020 года.

## Семья
Отец занимался футболом на любительском уровне. Старшая сестра занимается спортивными танцами.

## Достижения
«Динамо» Киев
- Чемпион Украины (2): 2014/15, 2015/16
- Обладатель Кубка Украины: 2013/14

«Ордабасы»
- Чемпион Казахстана: 2023